# 대통령 일일 브리핑

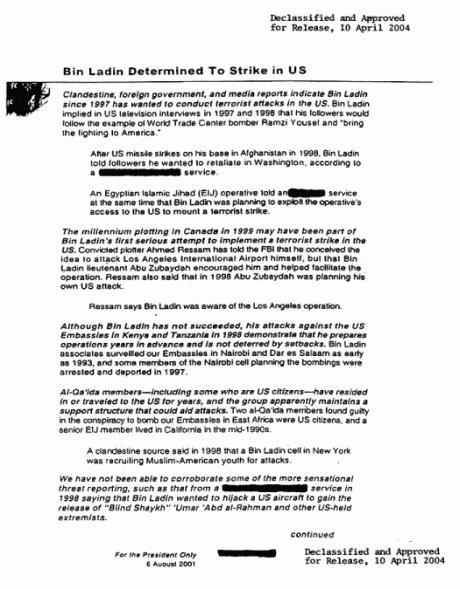
2001년 8월 6일자 대통령 일일 브리핑의 기밀 해제된 사본 발췌문

대통령 일일 브리핑(President's Daily Brief)은 때때로 대통령 일일 보고 또는 대통령 일일 게시판이라고도 불리며, 매일 아침 미국 대통령에게 작성되어 제공되는 일급비밀 문서이다. 또한 대통령의 승인을 받은 소수의 최고위 미국 관리들에게도 배포된다. 여기에는 고도로 분류된 정보 분석, 비밀 작전에 대한 정보, 가장 민감한 미국 소스의 보고서 또는 동맹 정보 기관과 공유된 보고서가 포함된다. 대통령의 재량에 따라 PDB는 선거일과 취임일 사이에 미국의 대통령 당선인에게, 그리고 요청 시 전임 대통령에게도 제공될 수 있다.
PDB는 국가정보국장에 의해 작성되며, 중앙정보국, 미국 국방정보국, 미국 국가안보국(NSA), 연방수사국(FBI), 국방부, 국토안보부 및 미국 정보공동체의 다른 구성원들로부터의 정보를 통합하는 작업을 포함한다.

## 목적 및 역사
제2차 세계대전 이후 전 세계적으로 위기가 급속히 발전하면서 미국 대통령의 세계 정세에 대한 일일 업데이트의 필요성이 절실해졌다. 최초의 정기 정보 브리핑은 1946년 트루먼 대통령이 일일 요약 보고서를 받기 시작하면서 시작되었다.
PDB의 전신인 대통령 정보 점검 목록(PICL)은 1961년 6월 17일 헌팅턴 D. 셸던의 지시로 CIA 요원 리처드 리먼에 의해 존 F. 케네디를 위해 처음 작성되었다. PDB는 1964년 린든 B. 존슨의 요구를 충족시키기 위해 도입되었다.
PDB의 작성 및 조율은 CIA의 책임이었지만, 미국 정보 공동체의 다른 구성원들은 기사를 검토(조율 과정)하고 자유롭게 기사를 작성하여 포함시킬 수 있었다.
PDB는 대통령에게 주의를 기울여야 할 새로운 정보와 민감한 국제 상황에 대한 분석을 제공하기 위한 것이다. PDB라는 이름이 독점성을 암시하지만, 역사적으로 다른 고위 관리들에게도 브리핑되었다. 배포 목록은 시간이 지남에 따라 다양했지만 항상 또는 거의 항상 부통령, 국무장관 및 국방장관, 국가안보보좌관을 포함했다. 드물게, PDB의 특별판은 실제로 "대통령 전용"이었으며, 정보의 추가 배포는 대통령의 재량에 맡겨졌다.
PDB의 작성은 역사적으로 국가 정보 일일 보고서라고 알려진 또 다른 간행물과 관련이 있으며, 이 간행물에는 PDB와 동일한 항목이 많이 포함되어 있지만 PDB보다 훨씬 더 광범위하게 배포된다.

## 정치적 중요성
전 CIA 국장 조지 테넷은 PDB가 너무 민감하여 2000년 7월 미국 국립문서기록관리청에 "아무리 오래되었거나 역사적으로 중요하더라도" 출판을 위해 공개될 수 없다고 밝혔다.
2002년 5월 21일 브리핑에서 전 백악관 대변인인 아리 플라이셔는 PDB를 "정부에서 가장 민감하게 분류된 문서"라고 특징지었다.
2015년 9월 16일, CIA 국장 존 O. 브레넌은 존 F. 케네디 행정부와 린든 B. 존슨 행정부의 총 2,500개의 일일 브리핑 및 정보 점검 목록이 공개된 린든 B. 존슨 대통령 도서관 박물관에서 기조연설을 했다. 이 공개는 PDB를 무기한 기밀로 유지하려던 정부의 이전 법적 입장을 뒤집는 것이었다. 2016년 8월 24일, CIA는 리처드 닉슨 대통령 도서관 및 박물관에서 열린 심포지엄에서 리처드 닉슨 행정부와 제럴드 포드 행정부의 브리핑 2,500개를 추가로 공개했다.

## 대중의 인식
PDB는 2004년에 9/11 테러를 분석하기 위해 소집된 9/11 위원회에 대한 증언 중 언론에 의해 면밀히 조사되었다. 2004년 4월 8일, 당시 국가안보보좌관이었던 콘돌리자 라이스의 증언 후, 위원회는 2001년 8월 6일자 "빈 라덴 미국 공격 결정"이라는 제목의 PDB를 기밀 해제할 것을 다시 요구했다. 이틀 후, 백악관은 이를 수락하고 문서를 편집하여 공개했다.

## 대통령 및 대통령 당선인의 사용
2012년 재선 캠페인 동안, 전 부시 행정부 관리이자 버락 오바마 대통령의 비평가는 "관계자들이 전 대통령 [부시]는 예외 없이 일주일에 6일 정보 회의를 가졌다"고 말했다(추정상 86%의 대면 참석 기록). 그러나 "부시 기록은 아직 분석을 위해 전자적으로 이용할 수 없었다".
대조적으로 이 분석에서 오바마 기록은 "재임 초기 1,225일 동안 오바마는 PDB에 단 536번, 즉 43.8%만 참석했다. 2011년과 2012년 상반기 [분석된 1,225일 이내] 그의 참석률은 ... 38%를 약간 넘는 수준으로 떨어졌다." 오바마는 2014년에 서면 브리핑의 전자 배달을 시작했으며 일주일에 6일을 받았다.
2016년 도널드 트럼프의 첫 번째 대통령 전환기 첫 6주 동안 대통령 당선인은 일주일에 약 한 번의 PDB를 받았다. CNN이 파악한 바에 따르면 그는 "일부 주에는 여러 PDB에 참여했다. 그리고 전환 팀은 지난주 트럼프가 PDB 참여를 일주일에 세 번으로 늘릴 것이라고 말했다." 그러나 재임 마지막 주에는 트럼프의 일정에 PDB가 전혀 없었다.
2020년 조 바이든의 대통령 전환기 동안, 바이든과 카멀라 해리스 부통령 당선인은 2020년 11월 말에 PDB에 접근할 수 있게 되었다. 취임 후 바이든은 해리스가 참석한 상태로 대부분의 날 PDB를 받기 시작했다.
2024년 도널드 트럼프의 두 번째 대통령 전환기 동안, 트럼프 대통령 당선인은 2024년 11월부터 PDB를 받기 시작했다.

## 추가 문헌
- Helgerson, John L. (2021). 《Getting to Know the President: Intelligence Briefings of Presidential Candidates and Presidents-Elect, 1952–2016》 Four판. Washington, D.C.: Center for the Study of Intelligence, Central Intelligence Agency. ISBN 978-1-929667-34-5. 2021년 11월 30일에 확인함.
- Priess, David (2016). 《The President's Book of Secrets: The Untold Story of Intelligence Briefings to America's Presidents from Kennedy to Obama》. New York: PublicAffairs. ISBN 978-1-61039-596-0.  The fourth edition includes details of the transition from Barack Obama to Donald Trump in its new Chapter 9.